# Vordereggeten
Vordereggeten ist ein Gemeindeteil der Gemeinde Gattendorf im Landkreis Hof (Oberfranken, Bayern). Vordereggeten liegt in der Gemarkung Gattendorf.

## Geografie
Westlich des Weilers führt die Bundesautobahn 93 vorbei. Im Süden liegt das Kleine Bärenholz. Ein Anliegerweg führt nach Hintereggeten (0,4 km nordöstlich) bzw. zur Kreisstraße HO 16 (0,8 km südlich).

## Geschichte
Von 1797 bis 1810 unterstand Vordereggeten dem Justiz- und Kammeramt Hof. Infolge des Ersten Gemeindeedikts wurde Vordereggeten dem 1812 gebildeten Steuerdistrikt Gattendorf und der zugleich entstandenen Ruralgemeinde Gattendorf zugewiesen.

### Einwohnerentwicklung
| Jahr      | 1819  | 1861  | 1871  | 1885   | 1900   | 1925   | 1950   | 1961   | 1970   | 1987   | 2015  |
| Einwohner | *32   | 10    | 18    | 10     | 11     | 10     | 18     | 16     | 8      | 9      | 8     |
| Häuser    |       |       |       | 2      | 3      | 2      | 3      | 3      |        | 3      |       |
| Quelle    | [ 5 ] | [ 8 ] | [ 9 ] | [ 10 ] | [ 11 ] | [ 12 ] | [ 13 ] | [ 14 ] | [ 15 ] | [ 16 ] | [ 1 ] |

## Religion
Vordereggeten ist evangelisch-lutherisch geprägt und bis heute nach Kirchgattendorf gepfarrt.